# Parafia Ewangelicko-Augsburska w Zgierzu
Parafia Ewangelicko-Augsburska Opatrzności Bożej w Zgierzu – parafia Kościoła Ewangelicko-Augsburskiego w Zgierzu, należąca do diecezji warszawskiej. W 2017 liczyła około 80 wiernych.

## Historia

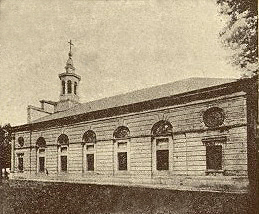

- 7 stycznia 1829: ks. Henryk Bando, został oficjalnie mianowany pierwszym proboszczem.
- 1825: rozpoczęcie budowy pierwszego kościoła ewangelickiego przy ul. Długiej 36 w Zgierzu.
- 10 września 1826: uroczyste poświęcenie kościoła przez ks. Karola Laubera, członka Konsystorza ewangelicko-augsburskiego w Królestwie Polskim.
- 3 września 1939: zbombardowanie kościoła przez lotnictwo niemieckie.
- 28 marca 1948: pierwsze nabożeństwo ewangelickie po wojnie.
- 22 września 1968: powołanie komitetu budowy nowego kościoła, który był pierwszą świątynią ewangelicką w centralnej Polsce zbudowaną po drugiej wojnie światowej.
- 18 czerwca 1972: poświęcenie kościoła (ul. Spacerowa 2) przez ks. bpa Andrzeja Wantułę, zwierzchnika Kościoła Ewangelicko-Augsburskiego w PRL.

## Proboszczowie
- 1824–1865: ks. radca Henryk Bando[3]
- 1865–1904: ks. superintendent Ernest Wilhelm Bursche[3]
- 1905–1920: ks. prof. Karol Serini[3]
- 1920–1939: ks. radca Aleksander Falzmann[3]
- 1939–1941: ks. Alfred Zundel (administrator parafii)[3]
- 1942–1945: ks. Eduard Kneifel (administrator parafii)[3]
- 1948–1951: ks. Karol Kotula (administrator parafii)[3]
- 1952–1954: ks. Ryszard Małłek (administrator parafii)[3]
- 1954–1958: ks. Woldemar Gastpary (administrator parafii)[3]
- 1958–1987: ks. konsenior Mariusz Werner[3]
- 1987–2021: ks. Marcin Undas[3][4]
- 2021–2022: ks. Wojciech Rudkowski (administrator parafii)[5][6]
- od 2022: ks. Bogdan Wawrzeczko (2022–2023 jako administrator parafii)[6][1]

W kościele dwukrotnie były nagrywane nabożeństwa retransmitowane następnie przez Polskie Radio Bis. Ostatnio w dniu 8 lutego 2004 roku.